# Rudolf Clausius
Rudolf Julius Emanuel Clausius (2. leden 1822 – 24. srpen 1888), byl německý fyzik a matematik, který je považován za zakladatele termodynamiky.
Na základě prací Jouleových a Carnotových formuloval pojem entropie (roku 1865) a princip jejího růstu, který je jedním z vyjádření druhého zákona termodynamiky.

## Život
Clausius se narodil v Köslinu (nyní Koszalin v Polsku) v provincii Pomořansko v Prusku. Jeho otec byl protestantský pastor a školní inspektor a Rudolf studoval ve škole svého otce. Po několika letech odešel studovat na gymnázium do Štětína (dnes polský Szczecin). Clausius byl graduován na Berlínské univerzitě v roce 1844, kde studoval matematiku a fyziku spolu s G. Magnusem, L. Dirichletem, J. Steinerem a dalšími. Rovněž studoval historii s Leopoldem von Ranke. V roce 1847 obdržel doktorát na univerzitě v Halle za práci o optických jevech v atmosféře Země. Poté se stal profesorem fyziky na Královské dělostřelecké a inženýrské škole v Berlíně a soukromým docentem na Berlínské univerzitě. V roce 1855 se stal profesorem na ETH Zürich, švýcarský spolkový ústav v Zürichu, kde působil do roku 1867. Během roku 1867 se přesunul na univerzitu ve Würzburgu a o dva roky později na univerzitu v Bonnu.
V roce 1870 Clausius organizoval záchranné sbory ve prusko-francouzské válce. Byl zraněn v boji a skončil s trvalými následky. Za své služby byl oceněn Železným křížem.
Jeho žena, Adelheid Rimphamová, zemřela při porodu v roce 1875, odešla a zanechala mu na starost šest dětí. Pokračoval ve výuce, ale měl poté méně času na výzkum.
V roce 1886 se znovu oženil se Sophií Sackovou a zplodil dalšího potomka.
Dva roky později, dne 24. srpna 1888, zemřel v německém Bonnu.

## Dílo
Clausiova doktorská práce zabývající se refrakcí světla vysvětlovala, proč je vidět modrá obloha přes den a mnoho odstínů červené při východu a západu slunce (kromě dalších jevů) díky odrazu a refrakci světla. Později Lord Rayleigh dokázal vysvětlit, že se jedná ve skutečnosti o rozptyl světla. Bez ohledu na to se Clausius svými poznatky mnohem více přiblížil skutečnosti než jiní badatelé.
Jeho nejslavnější práce Über die bewegende Kraft der Wärme (O hybné síle tepla) byla publikována v roce 1850, a pojednávala o mechanické teorii tepla. Ve své práci ukazoval Clausius na rozpory mezi Carnotovým principem a konceptem zachování energie. Clausius přeformuloval dva zákony termodynamiky, aby překonal zjištěné rozpory (třetí zákon předložil Walther Nernst mezi lety 1906–1912). Tato práce jej mezi vědci proslavila.
Clausiovo nejslavnější vyjádření druhého zákona termodynamiky bylo v Německu publikováno v roce 1854, a v Anglii v roce 1856.
Chladnější těleso samovolně nepředává teplo tělesu teplejšímu. Určuje tedy směr předávání tepelné energie a vymezuje možnosti přeměny tepla na jiné druhy energie (práce).

V roce 1857 Clausius přispěl prací na poli kinetické teorie vylepšením Krönigova velmi jednoduchého kinetického modelu plynů zahrnutím translačního, rotačního a vibračního pohybu molekul. Ve své práci představil koncept střední volné dráhy částic.
Clausius odvodil termodynamickou Clausiovu a Clapeyronovu rovnici. Tento vztah charakterizuje změnu skupenství látek, původně vztah odvodil v roce 1834 Benoit Clapeyron.

### Entropie
V roce 1865 Clausius podal první matematickou verzi konceptu entropie a zároveň jí dal její jméno. Použil dnes již opuštěnou jednotku Clausius (symbol Cl) pro entropii. Clausius vybral slovo „entropie“, protože řecký význam slova znamená přeměněný obsah (Verwandlungsinhalt).
Clausius  = kalorie/stupeň Celsia, Cl=cal/°C = 4,1868 J/K.
Význačnou práci, ve které představil v roce 1865 koncept entropie, končí shrnutí prvního a druhého termodynamického zákona slovy:
Energie vesmíru je konstantní.
Entropie vesmíru míří k maximu.

## Ocenění
- Čestný člen Institution of Engineers and Shipbuilders in Scotland od roku 1859.[11]
- Železný kříž v roce 1870.
- Člen Královské společnosti v Londýně od roku 1868 a nositel Copleyho medaile z roku 1879.
- Člen švédské Královské akademie věd od roku 1878.
- Huygensova medaile v roce 1870.
- Zahraniční člen Accademia Nazionale dei Lincei v Římě od roku 1880.
- Člen německé Německé akademie věd Leopoldina od roku 1880.
- Ponceletova cena v roce 1883.
- Čestný doktorát Univerzity ve Würzburgu v roce 1882.
- Pour le Mérite za vědu a umění v roce 1888.
- Měsíční kráter Clausius pojmenovaný po něm.
- Památník v jeho rodném Koszalinu od roku 2009.